# Коршунов, Пётр Иванович

Бюст на аллее Героев в городе Пласт

Пётр Иванович Коршунов (22 июня 1922, Верхняя Санарка, Челябинская губерния — 22 сентября 1983, Пласт, Челябинская область) — наводчик орудия 86-го отдельного гвардейского ордена Александра Невского истребительного противотанкового дивизиона, гвардии старший сержант — на момент представления к награждению орденом Славы 1-й степени.

## Биография
Родился 22 июня 1922 года в селе Верхняя Санарка Троицкого уезда Оренбургской губернии, ныне Пластовского горсовета Челябинской области.
Образование 2 класса. Работал в колхозе, в Санарском леспромхозе десятником.
В марте 1942 года был призван в Красную Армию. На фронте с осени 1943 года. Воевал на Юго-Западном, 3-м Украинском и 1-м Белорусском фронтах. Весь боевой путь от Северского Донца до Берлина прошел в составе 82-й гвардейской стрелковой дивизии, номером расчета, наводчиком орудия истребительного противотанкового дивизиона. Форсировал Днепр, участвовал в боях по освобождению Украины и Польши, штурмовал Берлин.
20 августа 1944 года в бою в предместье города Варшава гвардии красноармеец Коршунов под огнём противника доставлял боеприпасы на позиции. Когда на позиции батареи пошли в атаку 23 танка, вместе с расчетом уничтожил 2 вражеские боевые машины.
Приказом по 82-й гвардейской стрелковой дивизии от 24 сентября 1944 года гвардии красноармеец Коршунов награждён орденом Славы 3-й степени.
12-14 февраля 1945 года в бою на окраине города Познань гвардии младший сержант Коршунов, действую со своим расчетом в боевых порядках пехоты, огнём орудия разбил 7 дотов, 3 наблюдательных пункта противотанковой обороны, истребил свыше 20 противников.
Приказом по войскам 8-й гвардейской армии от 15 апреля 1945 года гвардии младший сержант Коршунов награждён орденом Славы 2-й степени.
20 апреля части 82-й гвардейской стрелковой подошли к городу Менкенберг, внешнему оборонительному обводу столицы Германии. Здесь наши части встретили упорное сопротивление противника, и снова путь пехоте прокладывала артиллерия. Из наградного листа: «В бою с 20 по 21 апреля 1945 года в районе Менкенберга под огнём противника, двигаясь в боевых порядках пехоты, расчет гвардии старшего сержанта Коршунова помог отразить 2 контратаки противника силою до батальона. При этом было уничтожено 3 огневые точки противника и нанесен большой урон его живой силе». Последние выстрелы артиллерист Коршунов сделал 2 мая в центре Берлина. За умелые и мужественные действия в завершающих боях был представлен к награждению орденом Славы 1-й степени.
Указом Президиума Верховного Совета СССР от 15 мая 1946 года за исключительное мужество, отвагу и бесстрашие в боях с вражескими захватчиками гвардии старший сержант Коршунов Пётр Иванович награждён орденом Славы 1-й степени. Стал полным кавалером ордена Славы.
Осенью 1946 года демобилизовался в звании старшины. Вернулся на родину. Работал бурильщиком на шахте Кочкарского рудника, затем — бойцом пожарной части.
Член ВКП/КПСС с 1946 года.
Жил в городе Пласт Челябинской области.
Скончался 22 августа 1983 года.
Награждён орденами Славы 3-х степеней, медалями, в том числе «За отвагу».

## Память
8 мая 2014 года в городе Пласт на здании пожарной части № 71, где П. И. Коршунов с 1953 по 1971 годы нёс службу пожарным, была установлена мемориальная доска (). В торжественной обстановке открыли мемориальную доску представитель Главного управления МЧС России по Челябинской области и глава Пластовского муниципального района. На церемонии присутствовал и внук ветерана — Игорь Сергеевич Коршунов, который услышал в свой адрес слова благодарности за «беззаветный подвиг деда в годы Великой Отечественной войны».